# مسترجسة بلطيقية
مسترجسة بلطيقية[بحاجة لمصدر] (الاسم العلمي: Sordaria baltica) هي نوع من الفطريات تتبع جنس المسترجسة من الفصيلة المسترجسية.